# Гей, Лесли
Ле́сли Хью́итт Гей (англ. Leslie Hewitt Gay; 24 марта 1871 — 1 ноября 1949) — английский футболист и крикетист. Выступал за крикетный клуб «Кембридж Юниверсити» и за крикетные клубы графств Хэмпшир и Сомерсет, за футбольные клубы «Кембридж Юниверсити», «Олд Брайтонианс» и «Коринтиан», также провёл три игры за футбольную сборную Англии и один тестовый матч за крикетную сборную Англии.

## Образование
Родился в Брайтоне в семье преподобного Алфреда Х. Гея. Лесли учился в школе святого Марка в Виндзоре, в школе Парк Хаус в Беркшир, в Марлборо-колледже в Уилтшире (1885—1887) и в Брайтонском колледже (1887—1889). Затем поступил в Клэр-колледж Кембриджского университета, где в 1893 году получил степень бакалавра искусств.

## Крикетная карьера
С 1888 года Лесли Гей играл за крикетный клуб графства Хэмпшир.
В 1891 году дебютировал за крикетный клуб «Кембридж Юниверсити». В 1892 и 1893 году сыграл в крикетном матче Кембриджа против Оксфорда. Всего провёл за крикетный клуб Кембриджа 17 матчей. В 1892 году сыграл в матче «джентльменов» против «игроков» на стадионе «Овал».
После окончания университета выступал за крикетный клуб графства Сомерсет.
В декабре 1894 года принял участие в туре по Австралии в составе сборной Англии по крикету, сыграв в матче против сборной Австралии.
После тура по Австралии Лесли поехал в Британский Цейлон, где работал кофейным плантатором до 1898 года, после чего вернулся в Англию, где женился на Маргарите Доре Бек. В 1900 году возобновил крикетную карьеру, выступая за крикетный клуб Марилебон, а также за крикетный клуб графства Хэмпшир. Вскоре после этого пеерехал в Канаду, где работал на ранчо в провинции Альберта. В 1904 году вернулся в Англию, где провёл свой последний матч за крикетный клуб Марилебон. Всего провёл 46 крикетных матчей первого уровня (англ. first-class cricket), заработав в них 1005 ранов. В качестве уикет-кипера сделал 70 кетчей и 20 стампингов.

## Футбольная карьера
Будучи школьником, играл в футбол на позиции центрфорварда, но после серьёзной травмы, из-за которой не играл несколько лет, он вернулся в футбол в роли защитника. На этой позиции он выиграл Большой кубок Суссекса в сезоне 1888/89 в составе футбольной команды Брайтонского колледжа. Во время учёбы в Кембридже он пытался играть в роли защитника, но не смог закрепиться в составе университетской команды. После этого он решил развиваться в качестве вратаря.
В декабре 1891 года Лесли Гея вызвали в качестве вратаря на неофициальный матч сборной Англии против сборной Канады. Англичане одержали в той игре победу со счётом 6:1.
В феврале 1892 года Гей сыграл в воротах футбольной команды «Кембридж Юниверсити» против «Оксфорд Юниверсити», удостоившись похвалы в репортаже The Times.
После окончания Кембриджа Лесли выступал за футбольные клубы «Олд Брайтонианс» и «Коринтиан» (1891—1894).
22 марта 1893 года сыграл в матче «любителей» против «профессионалов». 1 апреля 1893 года дебютировал в официальном матче за национальную сборную Англии, выйдя на позиции вратаря в игре Домашнего чемпионата против сборной Шотландии, в которой англичане одержали победу со счётом 5:2.
12 марта 1894 года провёл свою вторую игру за сборную: это был матч против сборной Уэльса на стадионе «Рейскорс Граунд» в Рексеме (победа англичан со счётом 5:1). 7 апреля 1894 года провёл свой третий (и последний) матч за футбольную сборную Англии, сыграв против шотландцев на стадионе «Селтик Парк» в Глазго (ничья 2:2).
Вернувшись с Цейлона, в 1900 году Лесли присоединился к «Саутгемптону» в качестве резервного вратаря, однако в основном составе «святых» не сыграл.

## Военная служба
Принимал участие в Первой мировой войне, в декабре 1914 года был в звании лейтенанта территориальных сил (англ. Territorial Force). В сентябре 1915 года был повышен в звании до капитана в полку Южного Ланкашира, а в марте 1916 года стал адъютантом. Был освобождён от должности адъютанта в сентябре того же года и был прикомандирован к штабу в октябре. В июле 1918 года покинул штаб и был назначен временным майором и помощником коменданта Королевского корпуса обороны (англ. Royal Defence Corps). После окончания войны Гей оставил военную службу, сохранив звание капитана.

## Послевоенный период
Лесли активно играл в гольф, был секретарём гольф-клуба Нортгемптоншира, а затем и гольф-клуба Восточного Девона, сам играл за команду Девона по гольфу. После развода с женой решил вести «гедонистический» образ жизни, играя в гольф и крикет и проживая в Восточном Девоне. Умер в доме престарелых в Сидмуте в ноябре 1949 года.